# Klaus May
Klaus May (né le 5 août 1939 à Mannheim et mort le 4 avril 2004 à Mannheim) est un coureur cycliste allemand. Il a notamment été champion du monde de poursuite par équipes amateur en 1962 avec Ehrenfried Rudolph, Bernd Rohr, Lothar Claesges.

## Palmarès sur piste

### Championnats du monde
- Milan 1962
  -  Champion du monde de poursuite par équipes amateurs (avec Ehrenfried Rudolph, Bernd Rohr, Lothar Claesges)

### Championnats nationaux
- Champion d'Allemagne de l'Ouest de poursuite en 1962
- Champion d'Allemagne de l'Ouest de poursuite par équipes en 1961, 1962

## Palmarès sur route
- 1961
  -  Champion d'Allemagne de l'Ouest du contre-la-montre par équipes
- 1962
  -  Champion d'Allemagne de l'Ouest du contre-la-montre par équipes
- 1963
  -  Champion d'Allemagne de l'Ouest du contre-la-montre par équipes